# Hans-Heinz Emons

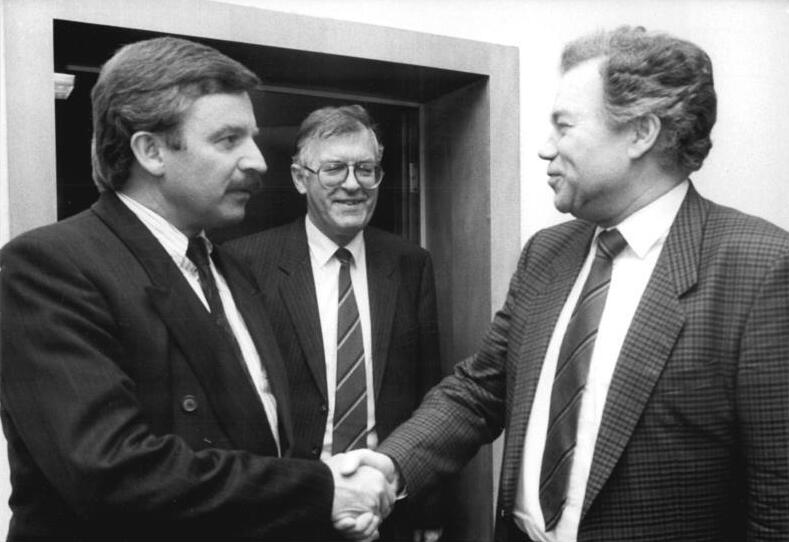
Hans-Heinz Emons (rechts) trifft 1990 Jürgen Möllemann (links)

Hans-Heinz Emons (* 1. Juni 1930 in Herford) ist ein deutscher Chemiker. Er war Rektor der Technischen Hochschule Leuna-Merseburg und der Bergakademie Freiberg sowie Minister für Bildung und Jugend der Deutschen Demokratischen Republik (DDR).
Hans-Heinz Emons, Mitglied der Sozialistischen Einheitspartei Deutschlands (DDR) seit 1949, studierte von 1949 bis 1954 Chemie an der Technischen Hochschule Dresden. Nach der Promotion im Jahr 1957 und der Habilitation fünf Jahre später wurde er 1964 Professor und zugleich Direktor des Instituts für Chemie und Technologie der Mineralsalze an der Technischen Hochschule „Carl Schorlemmer“ Leuna-Merseburg.
Von 1966 bis 1968 war er Dekan der Chemischen Fakultät und von 1968 bis 1975 Rektor dieser Hochschule in der Nachfolge von Hans-Joachim Bittrich. Sein Nachfolger im Amt wurde Gert Naue. Nach seiner Rektoratsperiode wurde Emons als Professor an die Bergakademie Freiberg in Sachsen umberufen und war dort von 1982 bis 1988 Rektor.
Zugleich war Hans-Heinz Emons von 1969 bis 1979 Mitglied der SED-Bezirksleitung Halle, Mitglied der Pugwash-Gruppe der DDR sowie Mitglied und 1988 Vizepräsident der Akademie der Wissenschaften der DDR. Er erhielt 1970 den Nationalpreis der DDR und 1984 den Ehrendoktortitel von der Montanuniversität Leoben sowie den Ehrendoktor der Technischen Hochschule „Carl Schorlemmer“ Leuna-Merseburg. Ein Jahr später wurde er in die Königlich-Norwegische Wissenschaftsakademie in Trondheim und 1987 als auswärtiges Mitglied in die Norwegische Akademie der Wissenschaften aufgenommen. Während der Wende und friedliche Revolution in der DDR war er in der Regierung Modrow von November 1989 bis zu den ersten freien Volkskammerwahlen im März 1990 Minister für Bildung und Jugend der DDR. Zu seinen ersten Amtshandlungen gehörte die Aussetzung des Samstagsunterrichts an den allgemeinbildenden Schulen der DDR.
Er ist Mitglied der Leibniz-Sozietät der Wissenschaften zu Berlin und Korrespondierendes Mitglied der Sächsischen Akademie der Wissenschaften zu Leipzig.

## Publikationen
- Die Gewinnung und Verarbeitung anorganischer Salze im Zeichen der globalen Entwicklung. Sitzungsbericht der Sächsischen Akademie der Wissenschaften zu Leipzig, Math.-nat. Kl., Band 131, Heft 6. S. Hirzel, Stuttgart/Leipzig 2010.